# Наштен
Наштен (Настен) — скифский правитель в Бактрии, видимо, в конце I века до н. э. — начале I века.
О Наштене стало известно из обнаруженной в 1992 году в Бадахшане тетрадрахмы с его именем. На реверсе монеты этого, по определению А. С. Балахванцева, восточно-иранского династа, отсутствует царский титул, хотя на аверсе голова изображена в диадеме. По мнению, А. О. Захарова, Наштен, видимо, был связан с Парфией, и правил, вероятно, в западной части Бактрии. Выпуск, судя по стилистическим признакам нумизматического материала, был осуществлен в докушанскую эпоху, хотя более точно определить хронологию пока представляется затруднительным. Для Бактрии этого времени характерны, видимо, раздробленность и ведущаяся среди местных властителей борьба за гегемонию. По предположению О. Бопперачи, Наштен мог править в период между 50 годом до н. э. и 30 годом н. э. В. А. Гаибов отметил, что тип царя-всадника на монете Наштена позволяет включить его в список скифских правителей, пришедших на смену греко-бактрийским и индо-греческим царям.